# Jean-Marie Pâques
Jean-Marie Pâques (Brussel, 1941 - ?, 6 november 2012) was een Belgisch kunstenaar gespecialiseerd in het maken van juwelen en tevens tekenaar. 

## Carrière
Meneer Pâques was gespecialiseerd in maken en tekenen van sieraden.
Daarnaast maakte hij illustraties en aquarellen over de Slag bij Waterloo, Manneken Pis en kastelen.
In 2008 tekende hij de illustraties voor het album Le Costume sous la révolution et l'empire in de reeks Historische personages. Dit album werd niet in het Nederlands vertaald.